# Fíliro
Fíliro är en ort i Grekland.   Den ligger i prefekturen Nomós Thessaloníkis och regionen Mellersta Makedonien, i den norra delen av landet, 300 km norr om huvudstaden Aten. Fíliro ligger 395 meter över havet och antalet invånare är 4 362.
Terrängen runt Fíliro är kuperad åt sydväst, men åt nordost är den platt. Fíliro ligger uppe på en höjd.Runt Fíliro är det ganska tätbefolkat, med 104 invånare per kvadratkilometer. Närmaste större samhälle är Thessaloníki, 8,2 km sydväst om Fíliro. == Kommentarer ==
1. ↑  Framräknat ur höjduppgifter (DEM 3") från Viewfinder Panoramas.[2] Mer om algoritmen finns här: Användare:Lsjbot/Algoritmer.
2. ↑  Framräknat ur variansen i alla höjduppgifter (DEM 3") från Viewfinder Panoramas, inom 10 km radie.[2] Mer om algoritmen finns här: Användare:Lsjbot/Algoritmer.